# Izabella Rusinowa

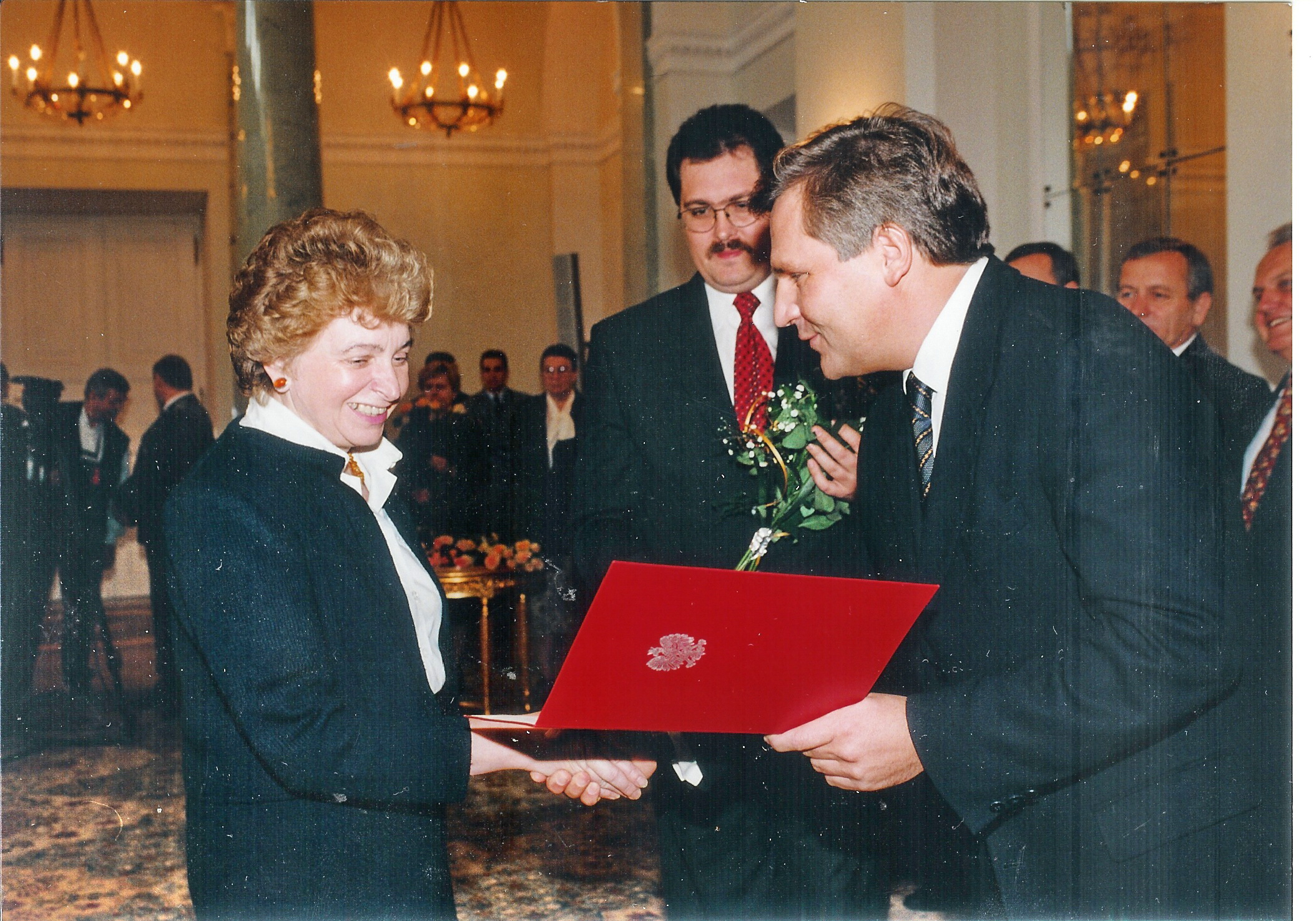
Izabella Rusinowa podczas uroczystości odebrania nominacji profesorskiej (1996)

Izabella Rusinowa (ur. w 1942) – polska profesor historii.

## Życiorys
Ukończyła studia z zakresu historii w Instytucie Historii Uniwersytetu Warszawskiego w 1965. Pracę doktorską obroniła cztery lata później, a w 1982 uzyskała habilitację. Tytuł profesora uzyskała w 1996. Od 1965 pracuje w Instytucie Historycznym UW. Wykłada także w Wydziale Historycznym Akademii Humanistycznej im. Aleksandra Gieysztora w Pułtusku.
W dorobku naukowym posiada około 150 artykułów i monografii historycznych.
Zaangażowana jest w działanie Polskiej Fundacji Kościuszkowskiej. Uhonorowana tytułem i medalem Zasłużona dla Tradycji Kościuszkowskiej i medalem Pawła Edmunda Strzeleckiego.

## Wybrane publikacje
Lista publikacji:
- Geneza Stanów Zjednoczonych Ameryki Północnej – unia lat 1774-1783 (1974)
- Frakcje Kongresu Kontynentalnego lat 1774-1783 (1975)
- Tom czy Sam: z dziejów Murzynów w Ameryce Północnej (1983)
- Jefferson a początki amerykańskiego systemu partyjnego (lata 1790-1800) (1984)
- Aleksander Hamilton (1990)
- Demokracja w krajach anglosaskich (1991)
- Z dziejów amerykańskich partii politycznych (1994)
- Współczesny parlamentaryzm (1994)
- Buffalo Bill i Indianie (1997)
- Pana Juliana przypadki życia: Julian Ursyn Niemcewicz 1797-1841 (1999)
- Zarys historii Indian północno-amerykańskich: relacje polskich pisarzy i podróżników (2000)
- Z dziejów Indian kanadyjskich (2003)
- Julian Ursyn Niemcewicz, Dzienniki 1835-1836 (2005)
- Indianie USA: wojny indiańskie (2010)
- Dziennik z czynności moich w Ursinowie 1822-1831 (2010)
- Naczelnik Kościuszko i inni (2015)

Publikacje nieuwzględnione w katalogu Biblioteki Narodowej:
- Julian Ursyn Niemcewicz, Krótka wiadomość o życiu i sprawach Generała Washingtona (2014) ISBN 978-83-7545-606-6[6]
- Martin Luther King Jr. 1929-1968 (2014) ISBN 978-83-7545-518-2[7]
- Emigracja oraz Kościół Katolicki w Stanach Zjednoczonych w XIX wieku (2018) ISBN 978-83-7549-284-2[8]
- Żołnierz fortuny, czyli szkice do dziejów Józefa Zajączka z Wrzący (2024) ISBN 978-83-8209-309-4[9]